# نعمان بن عجلان
نعمان بن عجلان زرقی از انصار و صحابه محمد، پیامبر اسلام، بود. وی از حامیان علی در برابر ابوبکر بود. علی در زمان خلافتش نعمان را به فرمانداری عمان و بحرین گماشت. اما، وی از بیت المال برای خود و خویشانش بر می داشت. وقتی علی متوجه شد و وی را مؤاخذه کرد، اون گریخت و به معاویه پیوست.